# Nyagasivya
Nyagasivya är ett vattendrag i Burundi.   Det ligger i provinsen Makamba, i den södra delen av landet, 110 km sydost om huvudstaden Bujumbura.
Omgivningarna runt Nyagasivya är en mosaik av jordbruksmark och naturlig växtlighet. Runt Nyagasivya är det ganska tätbefolkat, med 83 invånare per kvadratkilometer.